# Сахарный диабет 1-го типа
Са́харный диабе́т 1-го ти́па (инсули́нозави́симый диабет, ювенильный диабет) — аутоиммунное заболевание эндокринной системы, основным диагностическим признаком которого является хроническая гипергликемия — повышенный уровень сахара в крови, полиурия (как следствие — неутолимая жажда), потеря веса, чрезмерный либо сниженный аппетит, сильное общее утомление организма, боли в животе. При длительном течении болезни в отсутствие поддерживающей терапии происходит отравление организма продуктами распада липидов — часто проявляется в виде запаха ацетона от кожи, изо рта.
В отличие от сахарного диабета 2-го типа, характеризуется абсолютной (а не относительной) недостаточностью инсулина, вызванной иммуноопосредованной или идиопатической деструкцией бета-клеток поджелудочной железы. Диабет 1-го типа может развиться в любом возрасте, но наиболее часто заболевают лица молодого возраста (дети, подростки, взрослые люди моложе 30 лет), также заболевание может быть врождённым.

## Этиология
Причины развития сахарного диабета 1-го типа весьма разнообразны и многолики. Ведущим патогенным фактором учёные считают наличие генетической предрасположенности. Также выдвинут ряд теорий, согласно которым причиной снижения синтеза и секреции эндогенного инсулина может стать диабетогенный триггер, воздействие внешних факторов и антигенов на бета-клетки островков Лангерганса.

### Наследственность
Если поражён один идентичный близнец, вероятность того, что другой заболеет, составляет от 40 до 50 %. Некоторые исследования оценивают риск развития диабета от 80 до 86 %.

### Внешние факторы
В этиологии диабета 1-го типа значительную роль также играют и факторы внешней среды.
Однояйцевые близнецы, обладающие одинаковыми генотипами, страдают диабетом одновременно только в 30—50 % случаев.
Распространённость заболевания среди людей европеоидной расы в разных странах отличается десятикратно. Замечено, что у людей, мигрировавших из территорий с низкой заболеваемостью диабетом на территории с высокой заболеваемостью, диабет 1-го типа встречается чаще, чем среди тех, кто остался жить в стране рождения.

#### Вирусы
По одной из гипотез аутоиммунную реакцию на клетки поджелудочной железы провоцируют вирусы, поражающие эти клетки.

#### Диабетогенные химические вещества
- Стрептозоцин, ранее использовавшийся в качестве антибиотика[9], в настоящее время применяющийся в лечении метастатического рака поджелудочной железы[10], настолько токсичен для бета-клеток поджелудочной железы, что его используют для повреждения этих клеток в экспериментах на животных[11].

- Крысиный яд «Pyrinuron» («Pyriminil», «Vacor»), применявшийся в США в 1976—1979 годах[12], который по-прежнему продолжает использоваться в некоторых странах, избирательно повреждает бета-клетки поджелудочной железы[13].

## Симптомы
Характерные для сахарного диабета 1-го типа симптомы:
- сильная мучительная жажда;
- тошнота, рвота;
- потеря массы тела;
- усиленный аппетит;
- частые обильные мочеиспускания, особенно в ночное время суток;
- проблемы с кожей;
- выпадение волос;
- постоянная усталость и сонливость;
- горечь и сухость во рту.

Также могут наблюдаться:
- судороги икроножных мышц;
- зуд в области половых органов;
- боли в области сердца;
- нарушение зрения (размытость, двоение в глазах);
- длительное заживление ран на коже;
- бесплодие;
- варикозное расширение вен.

## Патогенез
В основе патогенетического механизма развития диабета 1-го типа лежит недостаточность выработки инсулина эндокринными клетками (β-клетки островков Лангерганса поджелудочной железы). Диабет 1-го типа составляет 5—10 % всех случаев диабета, чаще развивается в детском или подростковом периоде. Для этого типа диабета характерно раннее проявление симптомов, которые быстро прогрессируют с течением времени. Единственным методом лечения являются пожизненные инъекции инсулина, нормализующие обмен веществ пациента. Без лечения диабет 1-го типа быстро прогрессирует и приводит к возникновению тяжёлых осложнений, таких как диабетическая кардиомиопатия, инсульт, почечная недостаточность, диабетическая ретинопатия, диабетическая язва стопы, кетоацидоз и диабетическая кома, которые приводят к инвалидности или заканчиваются смертью пациента.

## Классификация
В издании Всемирной организации здравоохранения «Определение, диагностика и классификация сахарного диабета и его осложнений» от 1999 года приводится следующая классификация:
| Тип диабета                                                    | Характеристика заболевания |
| -------------------------------------------------------------- | --- |
| Сахарный диабет 1-го типа                                      | |
| Сахарный диабет 1-го типа                                      | Деструкция β-клеток поджелудочной железы, обычно приводящая к абсолютной инсулиновой недостаточности |
| Аутоиммунный                                                   | |
| Идиопатический                                                 | |
| Сахарный диабет 2-го типа                                      | |
| Сахарный диабет 2-го типа                                      | С преимущественной инсулинорезистентностью и относительной инсулиновой недостаточностью или преимущественным дефектом секреции инсулина с инсулинорезистентностью или без неё                                     |
| Гестационный сахарный диабет                                   | |
| Гестационный сахарный диабет                                   | Возникает во время беременности |
| Другие специфические типы                                      | |
| Генетические дефекты функции β-клеток                          | MODY-1, MODY-2, MODY-3, MODY-4, митохондриальная мутация ДНК, другие |
| Генетические дефекты в действии инсулина                       | Резистентность к инсулину типа А, лепречаунизм, синдром Рабсона-Менденхолла, липоатрофический диабет, другие |
| Болезни экзокринной части поджелудочной железы                 | Панкреатит, травма/панкреатэктомия, неоплазии, кистозный фиброз, гемохроматоз, фиброкалькулезная панкреатопатия                                                                                                   |
| Эндокринопатии                                                 | Акромегалия, синдром Кушинга, глюкагонома, феохромацитома, тиреотоксикоз, соматостатинома, альдостерома, другие                                                                                                   |
| Диабет, индуцированный лекарствами или химикалиями             | Вакор, тиазиды, пентамидин, дилантин, никотиновая кислота, α-интерферон, глюкокортикоиды, β-адреноблокаторы, тиреоидные гормоны, диазоксид, другие                                                                |
| Диабет, индуцированный инфекциями или гельминтозами            | Цитамегаловирус, краснуха, вирус гриппа, вирусные гепатиты B и С; описторхоз, эхинококкоз, клонкхорроз, криптоспородиоз, лямблиоз                                                                                 |
| Необычные формы иммунно-опосредованного диабета                | «Stiff-man» — синдром (синдром обездвиженности), наличие антител к рецепторам инсулина, наличие антител к инсулину, другие                                                                                        |
| Другие генетические синдромы, сочетающиеся с сахарным диабетом | Синдром Дауна, синдром Лоренса — Муна — Бидля, синдром Клайнфелтера, миотоническая дистрофия, синдром Тернера, порфирия, синдром Вольфрама, синдром Прадера — Вилли, атаксия Фридрейха, хорея Гентингтона, другие |

## Патогенез и патогистология

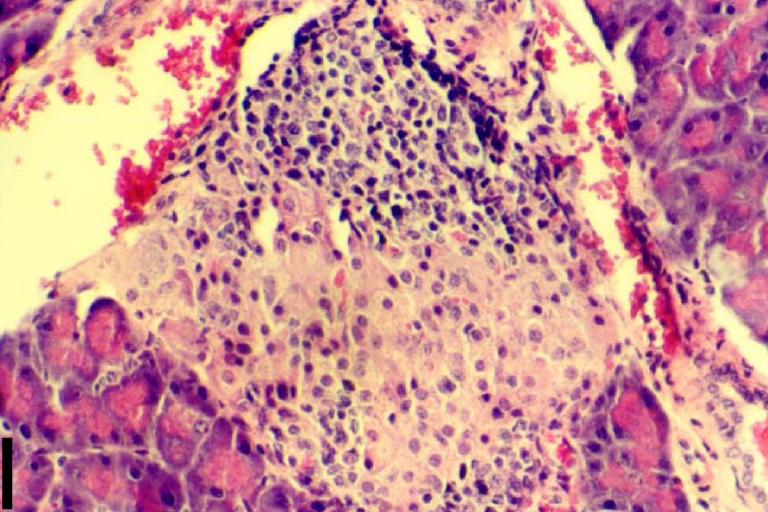
Панкреатический островок, поражённый аутоиммунным инсулитом — группы бета-клеток замещены соединительной тканью.

Дефицит инсулина в организме развивается вследствие недостаточной его секреции β-клетками островков Лангерганса поджелудочной железы.
Вследствие инсулиновой недостаточности, инсулинозависимые ткани (печёночная, жировая и мышечная) теряют способность усваивать глюкозу крови, вследствие чего повышается уровень глюкозы в крови (гипергликемия) — кардинальный диагностический признак сахарного диабета. Из-за инсулиновой недостаточности в жировой ткани стимулируется распад жиров, что приводит к повышению их уровня в крови, а в мышечной ткани — стимулируется распад белков, что приводит к повышенному поступлению аминокислот в кровь. Субстраты катаболизма жиров и белков трансформируются печенью в кетоновые тела, которые используются инсулиннезависимыми тканями (главным образом мозгом) для поддержания энергетического баланса на фоне инсулиновой недостаточности.
Глюкозурия является адаптационным механизмом выведения повышенного содержания глюкозы из крови, когда уровень глюкозы превышает пороговое для почек значение (около 10 ммоль/л). Глюкоза является осмоактивным веществом и повышение её концентрации в моче стимулирует повышенное выведение и воды (полиурия), что в конечном счёте может привести к дегидратации организма, если потеря воды не компенсируется адекватным повышенным потреблением жидкости (полидипсия). Вместе с повышенной потерей воды с мочой теряются и минеральные соли — развивается дефицит катионов натрия, калия, кальция и магния, анионов хлора, фосфата и гидрокарбоната.
Выделяют 6 стадий развития сахарного диабета первого типа (инсулинозависимого):
1. Генетическая предрасположенность к диабету, ассоциированная с системой HLA.
2. Гипотетический пусковой момент. Повреждение β-клеток различными диабетогенными факторами и триггирование иммунных процессов. У больных уже определяются антитела к островковым клеткам в небольшом титре, но секреция инсулина ещё не страдает.
3. Активный аутоиммунный инсулит. Титр антител высок, уменьшается количество β-клеток, снижается секреция инсулина.
4. Снижение стимулированной глюкозой секреции инсулина. В стрессовых ситуациях у больного можно выявить преходящее нарушение толерантности к глюкозе (НТГ) и нарушение содержания глюкозы плазмы натощак (НГПН).
5. Клиническая манифестация диабета, в том числе с возможным эпизодом «медового месяца» (периода ремиссии в развитии диабета, который характеризуется повышением количества инсулина вырабатываемого бета-клетками). Секреция инсулина резко снижена, так как погибло более 90 % β-клеток.
6. Полная деструкция β-клеток, полное прекращение секреции инсулина.

## Клиническая картина
Клинические проявления заболевания обусловлены не только типом сахарного диабета, но и длительностью его течения, степенью компенсации углеводного обмена, наличием сосудистых осложнений и других нарушений. Условно клинические симптомы делят на две группы:
- симптомы, указывающие на декомпенсацию заболевания;
- симптомы, связанные с наличием и степенью выраженности диабетических ангиопатий, нейропатий и других осложняющих или сопутствующих патологий:

- гипергликемия обусловливает появление глюкозурии. Признаки повышенного уровня сахара в крови (гипергликемии): полиурия, полидипсия, похудение при повышенном аппетите, сухость во рту, слабость;
- микроангиопатии (диабетическая ретинопатия, нейропатия, нефропатия);
- макроангиопатии (атеросклероз коронарных артерий, аорты, сосудов ГМ, нижних конечностей), синдром диабетической стопы;
- сопутствующая патология: фурункулёз, кольпит, вагинит, инфекция мочеполовых путей и др.

## Диагностика
В клинической практике достаточными критериями диагностики диабета являются наличие типичных симптомов гипергликемии (полиурия и полидипсия) и лабораторно подтверждённая гипергликемия — содержание глюкозы в плазме капиллярной крови ≥ 7,0 ммоль/л (126 мг/дл) натощак и/или ≥ 11,1 ммоль/л (200 мг/дл) через два часа после теста толерантности к глюкозе. Кроме того, для диагностики диабета можно использовать значение уровня гликированного гемоглобина HbA1c; критерием диабета является уровень HbA1c ≥ 6,5 % (48 моль/моль).
При установлении диагноза врач действует по следующему алгоритму:
- исключают заболевания, которые проявляются сходными симптомами (жажда, полиурия, потеря веса): несахарный диабет, психогенная полидипсия, гиперпаратиреоз, хроническая почечная недостаточность и др. Этот этап заканчивается лабораторной констатацией синдрома гипергликемии;
- уточняется нозологическая форма диабета. В первую очередь, исключают заболевания, которые входят в группу «Другие специфические типы диабета». Затем решается вопрос — диабетом 1-го или 2-го типа страдает больной. Проводится определение уровня С-пептида натощак и после нагрузки. Такими же методами оценивается уровень концентрации в крови GAD-антител.

## Лечение
Лечение сахарного диабета 1-го типа включает в себя:
- инсулинотерапию;
- соблюдение специальной диеты;
- физические упражнения.
- Моноклональные антитела: теплизумаб[англ.].
- Трансплантация поджелудочной железы

## Диета
Питание при сахарном диабете преследует следующие цели:
- поддержание нормальной массы тела;
- поддержание нормального уровня холестерина;

- поддержание нормального уровня глюкозы.

При диете не обязательно исключать какие-либо продукты из рациона полностью. Однако стоит ограничивать прием простых (быстрых) углеводов (сахар, выпечка), так как они скорее всасываются и быстрее повышают глюкозу крови. При диабете наиболее  важно научиться определять наличие углеводов в продуктах и подбирать определенную дозу инсулина исходя из их количества в рационе. Так же при сахарном диабете не рекомендуется употребление алкоголя, так как алкоголь снижает глюкозу крови.

## Осложнения[20]
- Кетоацидоз, гиперосмолярная кома.
- Хроническая усталость.
- Хронический недосып.
- Гипогликемическая кома (в случае передозировки инсулина).
- Диабетическая микро- и макроангиопатия — нарушение проницаемости сосудов, повышение их ломкости, повышение склонности к тромбозам, к развитию атеросклероза сосудов.
- Диабетическая полинейропатия — полиневриты периферических нервов, боли по ходу нервных стволов, парезы и параличи.
- Диабетическая стопа - сухость, поражение кожи ступень, различные язвы, ссадины и стрии. Онихокриптоз и проблемы с ногтями.
- Диабетическая артропатия — боли в суставах, «хруст», ограничение подвижности, уменьшение количества синовиальной жидкости и повышение её вязкости.
- Диабетическая офтальмопатия — раннее развитие катаракты (помутнения хрусталика), ретинопатии (поражения сетчатки).
- Диабетическая нефропатия — поражение почек с появлением белка и форменных элементов крови в моче, а в тяжёлых случаях с развитием гломерулонефрита и почечной недостаточности.
- Гангрена — некроз тканей, в тяжёлых случаях приводит к ампутации конечности.
- Диабетическая энцефалопатия — изменения психики и настроения, эмоциональная лабильность или депрессия, симптомы интоксикации ЦНС.

## Лечение

### Общие принципы
Основные цели лечения:
- Устранение всех клинических симптомов СД.
- Достижение оптимального метаболического контроля в течение длительного времени.
- Профилактика острых и хронических осложнений СД.
- Обеспечение высокого качества жизни больных.

Для достижения поставленных целей применяют:
- диету;
- дозированные индивидуальные физические нагрузки (ДИФН);
- обучение больных самоконтролю и простейшим методам лечения (управление своим заболеванием);
- постоянный самоконтроль.

### Инсулинотерапия
Лечение инсулином преследует задачу максимально возможной компенсации нарушений углеводного обмена, предотвращения гипергликемии и профилактики осложнений сахарного диабета. Введение инсулина жизненно необходимо лицам с диабетом 1-го типа и может применяться в ряде ситуаций для лиц с диабетом 2-го типа. Одним из способов введения инсулина лицам с сахарным диабетом 1-го и 2-го типа является инсулиновая помпа.

### Технические возможности
Подача инсулина может осуществляться инсулиновым шприцем, шприц-ручкой или инсулиновой помпой. Большинство шприц-ручек имеют шаг, равный 1 ед., но существуют ручки с шагом 0,5 и даже 0,1, что особенно важно для маленьких детей. Для сокращения количества проколов можно использовать инъекционный порт, он рассчитан на ношение не более 3 суток. Наиболее тонко управлять подачей инсулина позволяет инсулиновая помпа. В этом случае небольшая канюля постоянно находится в теле и через нее непрерывно подается инсулин. Она позволяет более тонко управлять подачей инсулина, но когда и сколько инсулина вводить ей диктует человек. Некоторые современные модели помп при использовании совместно с мониторингом умеют отключать подачу инсулина при падении уровня сахара в крови.
Измерять уровень сахара в крови можно с помощью глюкометра и мониторинга. Глюкометр — наиболее точный инструмент, по современным стандартам допустимая погрешность ±15 %. Основная задача мониторинга — показывать тренды. Небольшой датчик сенсора мониторинга постоянно находится под кожей и измеряет уровень сахара в межклеточной жидкости каждые 5 минут. Приложив специальный сканер, вы увидите график сахаров. Также есть возможность непрерывного мониторинга, в этом случае диабетик будет оповещен о заранее настроенных событиях, например, выходе сахара за заданные границы, быстром падении и т. д. Также позволяет передавать данные по интернету на другой телефон (например, телефон родителя, когда ребенок в школе). Мониторинг — менее точный прибор, чем глюкометр, поэтому периодически, а также в ответственных ситуация, его работу нужно перепроверять глюкометром. Неинвазивных способов измерения уровня сахара на данный момент не существует, несмотря на рекламу некоторых сомнительных приборов.
При использовании помпы и мониторинга появляется возможность использовать также искусственную поджелудочную железу (ИПЖ, «петля»). К ним относятся OpenAPS, AndroidAPS, Loop. Это бесплатная компьютерная программа, которая устанавливается на смартфон либо на отдельное устройство (например, raspberry pi), в зависимости от конкретной ИПЖ, и имеет доступ к мониторингу и помпе. Раз в несколько минут она получает от мониторинга данные об уровне сахара в крови, из помпы или веб-интерфейса — данные о поданном инсулине и съеденных углеводах (что, например, позволяет родителям управлять подачей инсулина на еду удаленно, когда ребенок в садике). На основе предварительных настроек ИПЖ прогнозирует изменение уровня сахара в крови и регулирует подачу инсулина так, чтобы сахар оставался в целевых значениях. Это наиболее современный и совершенный (на данный момент) способ управления диабетом 1-го типа, однако, надо понимать, что ИПЖ считает строго по настройкам, которые задает ей человек, так же, как если бы сам человек каждые 5 минут принимал решение, без перерывов на сон и отдых. Это бесценная вещь при хорошем понимании принципов компенсации, но компенсация по-прежнему остается в руках диабетика, если владелец ИПЖ не имеет навыков компенсации и не может корректировать настройки в зависимости от потребностей организма (которые меняются постоянно), пользы от нее не будет.

### Экспериментальные
В первой фазе клинических испытаний ДНК-вакцины BHT-3021 приняли участие 80 пациентов старше 18 лет, у которых диагноз «диабет 1-го типа» был поставлен в последние 5 лет. Половина из них еженедельно в течение 12 недель получали внутримышечные инъекции BHT-3021, а вторая половина — плацебо. По истечении этого срока группа, получавшая вакцину, продемонстрировала повышение уровня С-пептидов в крови — биомаркера, свидетельствующего о восстановлении функции бета-клеток.
Применение кетогенной диеты при 2-го типе диабета позволяет достичь хорошего контроля глюкозы, уменьшая риски осложнений.
В 2023 г. был одобрен препарат для клеточной терапии - донислецел.

### Средства, улучшающие ферментную функцию поджелудочной железы

#### При связях с поражением поджелудочной
Борьба с гипоксией (гипербарическая оксигенация, цитохром, актовегин) апротинин, креон, фестал, иммуномодулирующая терапия (при наличии инфекционного, вирусного) компонента диабета.

#### При осложнениях, связанных с инфекциями
Своевременная коррекция/удаление (панкреатит, эхинококковая киста, описторхоз, кандидоз, криптоспородиоз) инфекции и своевременное вскрытие её очагов.

#### При токсической и ревматической этиологии
Экстракорпоральная детоксикация (гемодиализ). Своевременная диагностика и устранение/коррекция первопричины (d-пеницилламин при скв, десферал — при гемохроматозе), отмена кортикостероидов, тиазидов и др, послуживших катализатором запуска манифестации заболевания, их выведение с помощью специфической антидот-терапии).

#### При нейроэндокринном, генетическом компоненте
Своевременная диагностика наследственных заболеваний, с нарушением гипоталамо-гипофизарной регуляции, с помощью генетических тестов.

### Бета-клетки
Исследователи из Калифорнийского университета в Сан-Франциско смогли превратить человеческие стволовые клетки в зрелые инсулин-продуцирующие клетки (бета-клетки). Замена этих клеток, которые разрушаются у пациентов с диабетом T1, долгое время была мечтой о регенеративной медицине. Ученые не могли понять, как можно вырастить бета-клетки в лабораторных условиях так, чтобы они работали так же, как у здоровых людей. Ключом к получению искусственных бета-клеток стал процесс их формирования в островки Лангерганса у здорового человека. Авторы метода воспроизвели этот процесс в лабораторных условиях: они искусственно разделили частично дифференцированные стволовые клетки поджелудочной железы и преобразовали их в островковые кластеры. После чего развитие клеток ускорилось. Бета-клетки стали реагировать на уровень сахара в крови сильнее, чем зрелые инсулин-продуцирующие клетки. Также вся «окрестность» островка, включая менее изученные альфа- и дельта-клетки, начали развиваться так, как никогда не получалось сделать в лабораторных условиях.